# Histiocephalinae
Die Histiocephalinae sind eine Unterfamilie der Rollschwänze mit 33 Arten. Sie sind Parasiten bei Vögeln.

## Merkmale
Histiocephalinae sind Habronematidae bei denen das Anheftungsorgan aus blätterartigen Strukturen, einfach oder gezahnt, manchmal auch mit Schilden und Ornamentierungen versehen ist.

## Systematik
Zur Unterfamilie gehören fünf Gattungen:
- Hadjelia Seurat, 1916
- Histiocephalus Diesing, 1851
- Stellocaronema Gilbert, 1930
- Torquatoides Williams, 1929
- Viguiera Seurat, 1913